# Peter Molnar (Politiker)
Peter Molnar (* 1968 in Krems an der Donau) ist ein österreichischer Umweltmanager, Politiker (SPÖ) und seit 14. Februar 2024 Bürgermeister der Statutarstadt Krems an der Donau.

## Leben
Peter Molnar wurde 1968 in Krems an der Donau geboren. Er studierte an der Universität Wien Wirtschaftswissenschaften und Ökologie und schloss das Studium 1999 mit einer Diplomarbeit zum Thema Einsatz alternativer Energieträger in Wien ab.
Beruflich war Molnar im Bereich der Umwelt- und Energiewirtschaft tätig. Als Assistent des Vorstandes der oekostrom AG sowie von 2009 bis 2016 als Vorstand von Klimabündnis Österreich und 2017 bis 2018 vom Dachverband der österreichischen Alternativ-Energiewirtschaft Erneuerbare Energie Österreich.
Molnar ist verheiratet und Vater von vier Kindern. Er ist als Jugendfußballtrainer in Krems und Mautern an der Donau tätig.

## Politik
Molnar kandidierte erstmals bei der Kremser Gemeinderatswahl 2022 für ein politisches Amt. Damals wurde er vom amtierenden Bürgermeister Reinhard Resch als parteifreier Kandidat für umweltpolitische Themen nominiert. Er trat daraufhin das Amt des Stadtrats für Klima, Umwelt, Energie und Mobilität an.  Seit Oktober 2023 ist er Mitglied der SPÖ.
Bereits im Jänner 2024, vor Bekanntgabe des Rücktritts von Reinhard Resch, wurde von diesem bekannt gegeben, dass Molnar sein Wunschkandidat in der Nachfolge des Bürgermeisteramtes sei. Am 14. Februar 2024 erfolgte durch den Kremser Gemeinderat die Wahl Molnars mit 24 von 38 Stimmen (8 Stimmen entfielen auf den weiteren SPÖ-Kandidaten Werner Stöberl und 6 Stimmen auf die FPÖ-Landesrätin Susanne Rosenkranz.)